# Buritis (kommun i Brasilien, Minas Gerais, lat -15,41, long -46,55)
Buritis är en kommun i Brasilien.   Den ligger i delstaten Minas Gerais, i den sydöstra delen av landet, 150 km öster om huvudstaden Brasília. Antalet invånare är 22 729.
Följande samhällen finns i Buritis:
- Buritis

Omgivningarna runt Buritis är huvudsakligen savann. Runt Buritis är det mycket glesbefolkat, med 4 invånare per kvadratkilometer.